# Hortipes leno
Hortipes leno là một loài nhện trong họ Corinnidae.
Loài này thuộc chi Hortipes. Hortipes leno được miêu tả năm 2000 bởi Bosselaers & Rudy Jocqué.